# 塔利扎
塔利扎（法語：Talizat，法語發音：[taliza]）是法国康塔尔省的一个市镇，位于该省东部偏北，属于圣弗卢尔区。

## 地理
塔利扎（45°6'51"N, 3°2'49"E）面积37.62 平方千米，位于法国奥弗涅-罗讷-阿尔卑斯大区康塔爾省，该省份为法国中南部省份，位于法國中央高原中心，北起科雷兹省、上盧瓦爾省和多姆山省，西接洛特省和科雷兹省，南至阿韦龙省和洛特省，东临上盧瓦爾省和洛泽尔省。
与塔利扎接壤的市镇（或旧市镇、城区）包括：昂德拉、科尔蒂讷、科朗、费里耶尔-圣玛丽、茹尔萨克、雷藏蒂耶尔、瓦尔茹兹、讷萨格-穆瓦萨克。
塔利扎的时区为UTC+01:00、UTC+02:00（夏令时）。

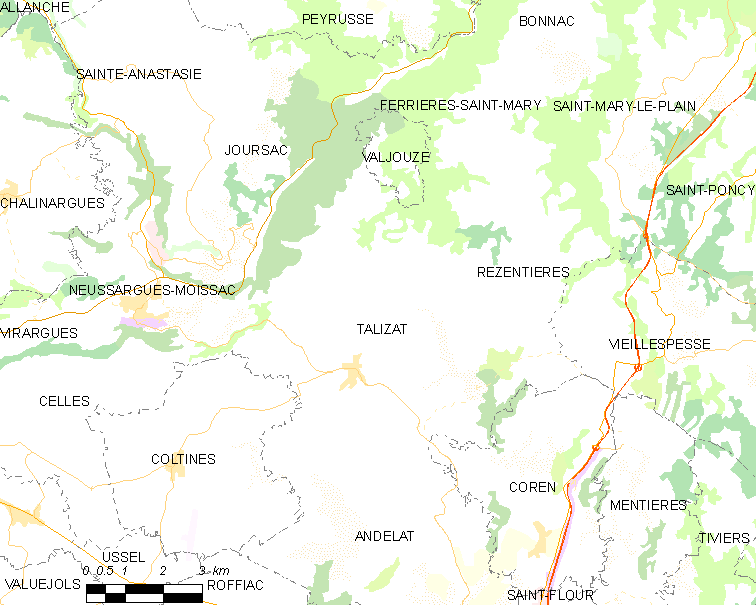
塔利扎的OSM定位图

## 行政
塔利扎的邮政编码为15170，INSEE市镇编码为15231。

## 政治
塔利扎所属的省级选区为圣弗卢尔第一县。

## 交通
康塔尔省省道D14线、D344线、D404线和D679线在境内交汇。

## 人口

1962-2008年间塔利扎人口变化图示

塔利扎于2022年1月1日时的人口数量为596人。